# Jolana Durná-Hercková
Jolana Durná-Hercková (21. září 1924 – 2005) byla slovenská a československá politička Komunistické strany Slovenska a poúnorová poslankyně Národního shromáždění ČSR.

## Biografie
Ve volbách roku 1948 byla zvolena do Národního shromáždění za KSČ ve volebním kraji Trenčín. V parlamentu zasedala až do konce funkčního období, tedy do voleb v roce 1954.
Roku 1956 byla zmiňována jako vedoucí tajemnice Městského výboru KSS v Bratislavě. V letech 1957-1986 se uvádí jako členka Ústředního výboru Komunistické strany Slovenska.